# キング・フォー・ア・デイ
『キング・フォー・ア・デイ』 (King for a Day)は、1999年にリリースされたジャミロクワイの楽曲。

## 概要
- ベースのスチュアート・ゼンダーが離脱したことによる苦悩の歌である(「メンバーの離脱」参照)。
- 1996年のアルバム「トラベリング・ウィズアウト・ムービング」以降、ジャミロクワイの楽曲のプロデュースはアル・ストーンが担当していたが、本楽曲に関しては1994年のアルバムを担当したRick Popeがプロデューサーとして参加している。1994年の楽曲「スペース・カウボーイ」のベース演奏者についてゼンダーと一悶着(詳細は「メンバーの離脱」参照)あった時にRick Popeも共に苦悩したためと思われる。
- コンサートやテレビで本楽曲を披露する際は3名(ボーカルのジェイ・ケイ、キーボードのトビー・スミス、ドラムのデリック・マッケンジー)のみが出演し、その他のメンバーはステージからはけたり、出演せず行った。オーケストラは出演したが、オーケストラはジャミロクワイのメンバーではない。スミスとマッケンジーはスタジオのなるべく奥にそれぞれの楽器を配置して目立たないように演奏した。ケイは中心で歌ったが、これはボーカルなので仕方がないと思われる。しかし歌う時は帽子を被らず、素の髪のまま歌った。
- 1999年度のMTVヨーロッパ音楽祭（英語版）(1999年11月11日開催)にて、メインパフォーマンスとしてこの曲が披露された[1]。

## ミュージックビデオ
- ロンドン北部にあるルトン・フー（英語版）邸宅で撮影された。この邸宅は現在はホテルになっているが1999年当時は音楽イベントなどに使用されていた[2]。
- 出演しているバンドメンバーは前述の3名のみである。

## トラック・リスト
日本盤CDシングル
1. キング・フォー・ア・デイ　- 3:38
2. プラネット・ホーム (Trabant Brothers Inc. Remix) - 7:20
3. スーパーソニック (Dirty Rotten Scoundrels Ace Klub Mix) - 6:58

## 売上ランキング
| 国別チャート (1999–2000)                 | 最高順位 |
| ---------------------------------------- | -------- |
| ベルギー (Ultratip Flanders)             | 16       |
| Europe (Eurochart Hot 100)               | 68       |
| オランダ (Single Top 100)                | 89       |
| スコットランド (Official Charts Company) | 18       |
| スイス (Schweizer Hitparade)             | 51       |
| UK シングルス (OCC)                      | 20       |